# Martin Sennett Conner

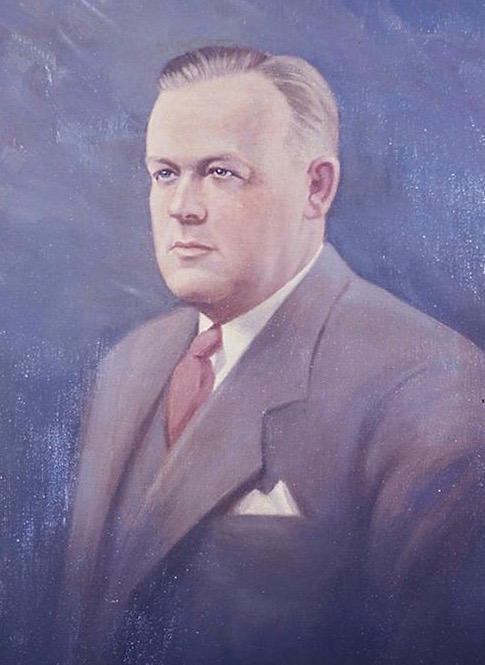
Martin Sennett Conner

Martin Sennett Conner (* 31. August 1891 in Hattiesburg, Mississippi; † 16. September 1950 in Jackson, Mississippi) war ein US-amerikanischer Politiker und von 1932 bis 1936 Gouverneur des Bundesstaates Mississippi.

## Frühe Jahre und politischer Aufstieg
Martin Conner war der Sohn eines erfolgreichen Pflanzers und Geschäftsmanns. Er besuchte bis 1910 die University of Mississippi und studierte anschließend bis 1913 an der Yale University Jura. Danach begann er in Seminary als Rechtsanwalt zu arbeiten. Conner wurde Mitglied der Demokratischen Partei. Zwischen 1916 und 1924 war er Abgeordneter im Repräsentantenhaus von Mississippi und ab 1920 Speaker dieser Parlamentskammer. Im Jahr 1920 war er Delegierter zur Democratic National Convention. 1923 und 1927 bewarb er sich jeweils erfolglos um die Nominierung seiner Partei für das Amt des Gouverneurs. Am 3. November 1931 wurde er dann doch zum Gouverneur seines Staates gewählt.

## Gouverneur von Mississippi
Conner trat sein neues Amt am 17. Januar 1932 an. Zu dieser Zeit litt der Staat noch schwer unter der Weltwirtschaftskrise. Die Staatskassen waren leer und die Arbeitslosigkeit sehr hoch. Der Gouverneur kürzte die Staatsausgaben und baute im öffentlichen Dienst Stellen ab. Letzteres erhöhte zwar die Zahl der Arbeitslosen, sparte dem Staat aber Geld. Damals wurde auch eine Mehrwertsteuer eingeführt. Im Lauf der Zeit und mit Hilfe des New-Deal-Programms der Bundesregierung konnten die Probleme allmählich überwunden werden. Am Ende seiner Amtszeit gab es im Haushalt des Staates Mississippi sogar einen Überschuss. Der Gouverneur förderte außerdem den Tourismus. Das Schulwesen wurde reformiert und die Hochschulen effektiver gemacht.
Aufgrund einer Verfassungsklausel konnte Conner 1935 nicht direkt wiedergewählt werden. Daher schied er am 21. Januar 1936 aus seinem Amt aus. In den Jahren 1939 und 1943 strebte er erfolglos weitere Nominierungen seiner Partei für das Gouverneursamt an. Martin Conner starb im September 1950. Mit seiner Frau Alma Lucille Graham hatte er ein Kind.